# Approche élitiste
L'approche élitiste est une approche utilisée en parapsychologie. Elle consiste à mettre en place une expérience en utilisant des sujets sélectionnés
L'approche élitiste a pour objectif d'étudier les perceptions extra-sensorielles et la psychokinèse avec des sujets psi. Ils ont généralement été sélectionnés lors de tests préliminaires. Cette méthode permet d'améliorer les résultats obtenus.